# Црвени Козаци
Црвени козаци (укр. Червоне козацтво) представљају оружане снаге совјетске Украјине. Формација је креирана како би се заштитио совјетски режим у Украјини, ликвидација националистичког и контрареволуционарног Централног савета и као отпор оружаним снагама Централног савета, познатијег под називом „Слободни Козаци”. Први пук настао је 28. децембра 1917. године у Харкову, а његов оснивач био је Виталиј Примаков.

## Фотографије и документа
- Украјински козак са црвеном заставом, 18. век